# الضلعة (دوعن)

'

تعديل مصدري - تعديل

الضلعة هي إحدى قرى عزلة صيف بمديرية دوعن التابعة لمحافظة حضرموت، بلغ تعداد سكانها 22 نسمة حسب تعداد اليمن لعام 2004.